# 고모노번
코모노번(일본어: 菰野藩 こものはん[*])은 이세국 미에군 (현 미에현 미에군 코모노쵸 코모노)에 존재했던 번이다.

## 번의 역사
번의 조상은 히지카타 카츠히사의 장남 히지카타 카츠우지이다. 카츠우지는 오다 노부카츠, 도요토미가를 섬겨 이세 코모노에 1만석을 거느렸지만, 게이초 4년 (1599년)에 도쿠가와 이에야스와 혼다 마사노부의 주종이 획책한 「환상의 이에야스 암살사건」의 혐의를 받고 영지를 몰수 당해 히타치 오오타로 추방됐다. 그러나, 세키가하라 전투 직전에 사면된 그는 이세・오우미 국내에 1만 2천석의 영지를 부여받고 코모노에 진야를 세우고, 코모노번을 입번했다. 2대 번주 히지카타 카츠타카는 진야와 조카마치를 건설해, 상공업자를 불러 새롭게 아즈마쵸・카와라쵸를 신설한다. 또, 번의 체제를 정비하여 번정의 기초를 다졌다.
그러나, 이후의 번주가 재정에 있어서 방만했던 결과, 코모노번의 재정은 핍박해진다. 이러한 상황을 본 7대 번주 히지카타 카츠나가는 보수적인 가신단을 처벌하여 이완된 기강을 다잡으려 하였으나, 오사카와 슨푸의 가번 근무, 번내 흉작 등의 천재(天災)로 인해, 번 재정은 악화되기만 했다. 9대 번주 히지카타 요시타네는 「임시준비적입법(臨時準備積立法)」를 제정해 연간 225섬의 쌀을 10%의 이자로 13년이나 적립했다. 또한 검소, 검약이나 경비 절감, 관개 공사 등을 적극적으로 실시해 재정 재건을 이루어냈고, 문화적으로는 번교 레이자와칸(麗沢館)을 창설하는 등 코모노번의 중흥의 명군이었다. 10대 번주 히지카타 카츠오키 때 사사키 소우키치가 벼의 품질 개량에 힘써 종관 토리마이 재배를 훌륭하게 성공했다. 또, 베니야 젠자에몬이 출현하여 코모노차(菰野茶)로 팔리기 시작했으며, 가에이 연간에는 오타니 구자에몬이 11대 번주 히지카타 카츠요시의 허가를 받아 다원을 건설했다.
메이지 4년 (1871년), 폐번치현에 의해 폐번되어, 코모노현, 안노즈현이 되었고, 이듬해에 미에현에 편입되었다.
연공의 추심이 비교적 완만했기 때문에, 메이지 유신까지 폭동이 없었던 드문 번이었다.

## 역대 번주
| 히지카타가 (토자마 다이묘 1만 2천석) | 히지카타가 (토자마 다이묘 1만 2천석) | 히지카타가 (토자마 다이묘 1만 2천석) | 히지카타가 (토자마 다이묘 1만 2천석) | 히지카타가 (토자마 다이묘 1만 2천석)     | 히지카타가 (토자마 다이묘 1만 2천석) | 히지카타가 (토자마 다이묘 1만 2천석)                            |
| 대                                   | 이름                                 | 이름                                 | 관위                                 | 재임기간                                 | 향년                                 | 비고                                                            |
| ------------------------------------ | ------------------------------------ | ------------------------------------ | ------------------------------------ | ---------------------------------------- | ------------------------------------ | --------------------------------------------------------------- |
| 1                                    | 土方雄氏                             | 히지카타 카츠우지                    | 종5위하탄고노카미                    | 게이초 5년 - 간에이 12년 1600년 - 1635년 | 56                                   |                                                                 |
| 2                                    | 土方雄高                             | 히지카타 카츠타카                    | 종5위하 탄고노카미                   | 간에이 12년 - 게이안 4년 1635년 - 1651년 | 40                                   |                                                                 |
| 3                                    | 土方雄豊                             | 히지카타 카츠토요                    | 종5위하 시정(市正)                   | 조오 원년 - 호에이 2년 1652년 - 1705년   | 68                                   | 친부 전번주・카츠타카의 동생 히지카타 우지히사                  |
| 4                                    | 土方豊義                             | 히지카타 토요요시                    | 종5위하 탄고노카미                   | 호에이 2년 - 교호 4년 1705년 - 1719년    | 31                                   | 전번주의 카츠토요는 할아버지. 아버지는 토요타카는 요절          |
| 5                                    | 土方雄房                             | 히지카타 카츠후사                    | 종5위하 탄고노카미                   | 교호 4년 - 간엔 3년 1719년 - 1750년      | 48                                   |                                                                 |
| 6                                    | 土方雄端                             | 히지카타 카츠마사                    | 종5위하 빗츄노카미                   | 간엔 3년 - 호레키 8년 1750년 - 1758년    | 43                                   | 전번주 카츠후사는 친형                                          |
| 7                                    | 土方雄年                             | 히지카타 카츠나가                    | 종5위하 오우미노카미                 | 호레키 8년 - 안에이 9년 1758년 - 1780년  | 45                                   |                                                                 |
| 8                                    | 土方雄貞                             | 히지카타 카츠사다                    | 종5위하 탄고노카미                   | 안에이 9년 - 덴메이 2년 1780년 - 1782년  | 20                                   | 친부 토토미 사가라번 초대 번주 타누마 오키츠구                  |
| 9                                    | 土方義苗                             | 히지카타 요시타네                    | 종5위하 야마토노카미                 | 덴메이 2년 - 덴포 6년 1782년 - 1835년    | 68                                   | 6대 번주 카츠마사의 손자                                        |
| 10                                   | 土方雄興                             | 히지카타 카츠오키                    | 종5위하 主殿頭                       | 덴포 6년 - 덴포 9년 1835년 - 1838년      | 40                                   |                                                                 |
| 11                                   | 土方雄嘉                             | 히지카타 카츠요시                    | 종5위하 빗츄노카미                   | 덴포 9년 - 안세이 5년 1838년 - 1858년    | 30                                   |                                                                 |
| 12                                   | 土方雄永                             | 히지카타 카츠나가                    | 종5위하 야마토노카미                 | 안세이 5년 - 메이지 3년 1858년 - 1870년  | 34                                   |                                                                 |
| 13                                   | 土方雄志                             | 히지카타 카츠유키                    | 종5위하                              | 메이지 3년 - 메이지 4년 1870년 - 1871년  | 76                                   | 친부 히지카타 히사오키(土方久己) (10대번주 카츠오키의 데릴사위) |

## 막부 말기의 영지
- 이세국
  - 미에군 중 16개 마을
- 오우미국
  - 쿠리타군 중 3개 마을